# Декамерон (фильм, 1971)
«Декамеро́н» (итал. Il Decamerone) — фильм Пьера Паоло Пазолини 1971 года по мотивам одноимённого произведения Джованни Боккаччо. Первая часть так называемой «Трилогии жизни», в которую, кроме того, входят «Кентерберийские рассказы» (1972) и «Цветок тысячи и одной ночи» (1974).

## Сюжет
Фильм состоит из семи не связанных между собой новелл. В фильме сочетаются яркие, ироничные и комичные истории (о торговце Андреуччо, садовнике в монастыре) и глубоко проникновенные, философско-лирические эпизоды (любовь дворянки и молодого слуги, визит умершего к своему другу), удачно иллюстрирующие не только само произведение Дж. Боккаччо, но и быт, нравы Средневековой Италии.
Очень колоритны и правдоподобны типажи героев: крестьяне, ремесленники, монашенки. Сам режиссёр, Пьер Паоло Пазолини, исполнил в картине придуманную роль мастера-живописца, Джотто, приехавшего расписывать собор. В литературном оригинале данный герой отсутствует, даётся лишь характеристика его творчества.
«Декамерон» Пазолини, как и «Декамерон» Боккаччо — это гимн гуманизма, воспевание человека, тонкая и всесторонняя характеристика человеческой жизни.
Перечень новелл, использованных в фильме:
1. День первый Новелла первая
2. День второй Новелла пятая
3. День третий Новелла первая
4. День четвёртый Новелла пятая
5. День пятый Новелла четвёртая
6. День шестой Новелла пятая
7. День седьмой Новелла вторая
8. День седьмой Новелла десятая
9. День девятый Новелла десятая

## В ролях
- Франко Читти — Чаппеллетто
- Нинетто Даволи — Андруччо
- Йован Йованович — Рустико
- Ангела Люче — Перонелла
- Пьер Паоло Пазолини — ученик Джотто
- Сильвана Мангано — Мадонна
- Винченцо Кристо
- Габриэлла Франкель
- Винченцо Амато
- Гвидо Альберти

## Награды
В 1971 году фильм получил специальный приз жюри Берлинского кинофестиваля.